# Trichobilharzia
Trichobilharzia är ett släkte trådlika parasitiska sugmaskar. Arterna inom släktet är fågelparasiter med vattenlevande larvstadier i en komplicerad livscykel med snäckor som mellanvärdar och fåglar som slutvärdar. De frisimmande larverna är kända för att orsaka sjukdomen cerkariedermatit, även kallad badklåda hos människor. Badklåda drabbar människor när cerkarien av misstag angriper en människa istället för sina egentliga värddjur.
Släktet Trichobilharzia bör ej förväxlas med släktet Schistosoma, ett annat släkte med parasitiska sugmaskar som orsakar sjukdomen bilharzia, även kallad snäckfeber. Det finns andra närstående släkten inom familjen Schistosomatidae som också kan orsaka cerkariedermatit. Man brukar sammanfattningsvis kalla arterna inom familjen Schistosomatidae för schistosomer. Trichobilharzia är det artrikaste släktet inom familjen. Än så länge har man beskrivet drygt 40 olika arter, men artavgränsningarna är inte alltid helt klarlagda. Exempel på europeiska arter är T. regenti, T. franki samt T, szidati som eventuellt är samma art som T. ocellata. 

## Förekomst
Släktet finns representerat överallt i världen, förutom på Antarktis. En anledning till deras stora geografiska spridning är att fåglar (slutvärdar) kan röra sig över långa sträckor under kort tid. De vuxna Trichobilharzia-maskarna förekommer i kroppens mesenterium (bukhinna i dubbelt lager som fäster den bakre väggen i bukhålan och stödjer de små tarmarna) samt i näsgången hos sina slutvärdar (fåglarna).

## Livscykel
Maskarna reproducerar sig och producerar ägg som frisätts från sin slutvärd via avföringen. När avföringen kommer i kontakt med vatten kläcks frisimmande miracidier (larvstadium ett) ur äggen. Med hjälp av miracidiernas cilier (hårliknande utskott) simmar de omkring och finner så småningom en mellanvärd – en snäcka. I en sötvattenssnäcka utvecklas miracidierna till sporocyster (ovala säckar) som i sin tur utvecklas till dottersporocyster eller till så kallade rediae (larvstadium två). Dottersporocysterna eller rediae utvecklas till ett frisimmande larvstadium, cerkarier. Cerkarierna (larvstadium tre) kommer ut i vattnet ur snäckan via dess avföring. Efter det penetrerar cerkarierna huden hos en vattenlevande slutvärd, oftast en fågel (av misstag penetrerar den människohud och orsakar det som kallas badklåda]). Väl i sin slutvärd förflyttar sig cerkarierna via blodkärl till mesenteriet eller näsgången för att mogna till maskar, finna en partner och slutföra sin livscykel. 

## Värdar
Arterna använder vattenlevande snäckor och fåglar som värddjur. Så vitt man vet infekterar de vattenlevande fåglar inom fem ordningar och snäckor inom fyra familjer (Lymnaeidae, Physidae, Planorbidae och Pleuroceridae.) Parasiterna är som regel värdspecifika. Anledningen till att bara vissa snäckor infekteras är troligtvis att det krävs särskilda anpassningar för att undvika deras immunförsvar. De vanligaste mellanvärdarna för europeiska Trichobilharzia-arter är lungsnäckor inom familjen Lymnaeidae, till exempel stor dammsnäcka (Lymnaea stagnalis). I Nordamerika är det istället snäckor inom familjen Physidae som är den vanligaste mellanvärden. Den vanligaste slutvärden för Trichobilharzia-arterna är änder men även andra, främst vattenlevande fåglar blir angripna, till exempel ibisfåglar, kungsfiskare, doppingar, gäss, svanar och tättingar. Många arter inom Trichobilharzia tycks inte vara strikt värdspecifika utan kan parasitera olika arter av snäckor och fåglar. I dessa fall angriper de antingen närbesläktade fåglar, fåglar med samma beteende (till exempel dykande fåglar) eller fåglar med samma ekologiska habitat.

## Symptom hos värddjuren
Infektionen hos fåglar är kortvarig. Den infekterade fågeln kan få vävnadsskador av Trichobilharzia-äggen, eller av de vuxna maskarnas förflyttning i kroppen. Förr trodde man sig veta att larverna inte utvecklas till mogna maskar i däggdjur. Det har senare visat sig att larverna till viss del kan migrera och utvecklas även hos däggdjur.  De flesta arter rör sig via inälvorna. Vissa arter dock, bland annat Trichobilharzia regenti, färdas via både perifera nervsystemet och det centrala nervsystemet för att nå näsgången, där den mognar och lägger sina ägg. Denna färd via nervsystemet har visat sig kunna orsaka abnormalt beteende hos infekterade fåglar och andra djur.

## Livsmiljö
Larvstadier av Trichobilharzia spp. finns både i sött och bräckt vatten. Cerkarierna överlever inte så länge om vattnet är varmt. Undersökningar visar att livslängden är negativt påverkad vid höga vattentemperaturer. 50 procents dödlighet infann sig efter 18 timmar vid 28,5 grader Celsius, medan det inte var någon större skillnad vid graderna 18,5 och 23,5 grader Celsius, där det dröjde 40 respektive 44 timmar innan samma dödlighet hade uppnåtts.

## Symptom vid badklåda
Inom 48 timmar efter att cerkarierna penetrerat huden i badet får man kliande utslag som påminner om myggbett eller blåsor. Dessa utslag visar sig oftast på de delar av kroppen som vistats mest i vattnet. De kliande utslagen håller i sig i en vecka ungefär och försvinner sedan självmant. I sällsynta fall kan individer drabbas av en starkare, inflammatorisk allergisk reaktion med feber och utslag över hela kroppen. Majoriteten av de som drabbas av badklåda drabbas dock lindrigt. Så vitt man vet är varken Trichobilharzia-arterna eller andra schistosomer som orsakar badklåda farliga för människan. De orsakar normalt inte några allvarliga symptom och dödas av vår förhållandevis starka immunrespons. Badklåda smittar inte mellan människor.

### Behandling
Badklåda kräver ingen specifik behandling. För att underlätta symptomen kan man behandla med till exempel klådstillande medel eller kylbalsam. 

### Förebygga/undvika
Det enda man kan göra för att undvika att drabbas av badklåda är att avstå bad i vatten där man vet att parasiterna finns. Eftersom parasiterna är så små att de inte är synliga för blotta ögat är det dock svårt att veta vilka vatten som är drabbade. Eftersom parasiten idag anses ofarlig har badinrättningar ingen skyldighet att stänga vid utbrott även om man i vissa fall väljer att göra så trots allt. I vissa fall sätts varningsskyltar ut vid drabbade områden, så som badplatser. I undersökning visade det sig att ju längre och oftare man badar, desto större är risken att drabbas av cerkariedermatit. Det är därför vanligare att barn får badklåda, då de badar under längre tid och på grunt vatten där det kan finnas stort antal fågelparasiter (Trichobilharzia spp).